# Остров Старокадомского
О́стров Старока́домского — остров в архипелаге Северная Земля. Административно расположен в Таймырском Долгано-Ненецком районе Красноярского края. Высшая точка — 41 м, площадь — 110 км².

## География
Расположен на юго-востоке архипелага, между островом Большевик и островом Малый Таймыр.
Географически разделён на две части, связанные относительно нешироким перешейком. Юго-западная часть холмистая, высоты от 20 до 41 м, множество ручьёв и озёр. Северо-восточная часть ниже, высоты от 2 до 9 м, в основном покрыта болотами; озёр и ручьёв мало.
Крупнейшие озёра острова — Одинокое и Заметное. Первое расположено почти в середине северо-восточной части, второе же на западном побережье юго-западной части.
Омывается морем Лаптевых. У острова имеются две бухты: бухта Яковкина и бухта Сомнений.
Крайняя южная точка острова это мыс Вечный, крайняя северная — мыс Майский, крайняя западная — мыс Конечный. Также имеются ещё два именованных мыса: мыс Западный (около него расположено озеро Заметное и мыс Торосный (ограничивает бухту Сомнений с востока).

## Флора и фауна
Большая часть острова покрыта льдом, на свободных участках из растительности лишь мхи и лишайники. В летний период на остров прилетают гнездоваться птицы. Из животных здесь обитают белые медведи и эндемик моря Лаптева — Лаптевский морж (Odobenus rosmarus laptevi). 

## История
В 1913 году ледоколы «Таймыр» и «Вайгач» под командованием Бориса Вилькицкого достигли северо-восточных берегов Северной Земли. 8 сентября 1913 года в ходе пешей разведки острова Малый Таймыр врач экспедиции Леонид Михайлович Старокадомский первый увидел на горизонте побережье острова, названного впоследствии его именем. Однако команда Вилькицкого на остров не высаживалась, первыми, кто сделал это были члены экспедиции норвежского исследователя Руаля Амунсена в 1919 году. Первая точная карта острова была составлена в 1930-1932 годах, когда здесь побывали советские исследователи географ Георгий Ушаков и геолог Николай Урванцев, составившие карты всей Северной Земли.

## Близлежащие малые острова
- Коса Преградная — длинная и узкая островная песчаная коса, обрамляющая северную половину острова Старокадомского с западной стороны[1].
- Коса Защитная — схожая коса с восточной стороны северной части острова[1].
- Острова Майские — группа из 9 островов к северу от острова Старокадомского. Состоят из двух островных кос длиной, острова Весеннего и ещё 6 безымянных островов[1].
- Острова без названия — в бухте Сомнений (восточное побережье) находится крупный безымянный заболоченный остров и ещё несколько совсем малых. В бухте Яковкина (западное побережье) расположен ещё один безымянный малый остров[1].